# Вилехад
Свети Вилехад (на немски: Willehad, Vilhaed; на латински: Willehadus, * ок. 740, Нортумбрия, † 8 ноември 789, Блексен на Везер) е от ок. 770 г. мисионер във Фризия и при саксите и от 787 до 789 г. първият епископ на Бремен.

## Биография
На 13 юли 787 г. Вилехад е помазан за епископ във Вормс с присъствието на Карл Велики. На 1 ноември 789 г. той освещава първата катедрала в Бремен, която още е от дърво. След една седмица той умира от висока температура в Блексен (днес част от Норденхам) в Долна Саксония.
Неговият живот е описан от неизвестен автор в книгата Vita Sancti Willehadi през 9 век в манастир Ехтернах (в Люксембург), където епископът бил през 738/784 г.
Архиепископ Ансгар от Бремен-Хамбург пише за чудесата на Свети Вилехад (Miracula Willehadi, Die Wunder des Heiligen Willehad) между 860 и неговата смърт 865 г.

## Галерия
- Епископ Вилехад